# A15 (motorväg, Schweiz)
A53 är en motorväg i Schweiz som går mellan Wangen-Brüttisellen och Reichenburg.